# Šubić II. Pál
Šubić II. Pál (horvátul: Pavao II. Šubić, 1295 körül – Osztrovica, 1346. augusztus 10. és 21. között) horvát nemes, a Šubić nemzetségből származó spalatói és traui gróf, Osztrovica várának ura.

## Családja
Šubić I. Pál brebiri gróf és horvát bán és Ursa nevű feleségének harmadik fia volt. Apja halála után testvére II. Mladen volt a család feje, aki Dalmácia hercege, Zára grófja és Bosznia bánja, apja utódjaként pedig Horvátország bánja és Bosznia ura volt. Másik fiútestvére II. György spalatói, klisszai és omiši gróf volt, V. Gergely a sebenicói grófi címet, III. Márkó pedig a brebiri grófi címet viselte. Egy lánytestvére ismert, aki az Erzsébet (Elizabeta) nevet viselte. Feleségétől, Frangepán Erzsébet vegliai grófnőtől három ismert gyermeke született: Šubić III. György zrini gróf, Pribko és Katalin, aki apáca lett.

## Élete
II. Pál 1305-ban tűnik fel először Spalato grófjaként. Ez az I. Mladen bosnyák bán halála (1304) utáni időszak, amikor apja újraosztotta fiai között a hatalmat. Leverve a bosnyákok lázadását, és legidősebb fiát, II. Mladent tette meg bosnyák bánná, harmadik fia II. Pál spalatói, majd traui gróf lett, II. György pedig nagybátyjának, Šubić I. Györgynek tengermelléki grófi címét kapta meg.
1311 márciusában Zárában felkelés tört ki a velencei uralom ellen. A felkelők megsegítésére küldött hadsereg élén testvére, II. Mladen állt, a velenceiek pedig kénytelenek voltak elmenekülni a városból. Miután a Mladen parancsnoksága alatt álló erők sikeresen visszaverték a velencei támadásokat. V. Kelemen pápa és Károly Róbert király egyaránt tiltakozott a Zára elleni támadások ellen, Velence pedig beleegyezett az 1312 áprilisában megkezdett béketárgyalásokba. A tárgyalások közben hunyt el II. Pál apja Šubić I. Pál, akinek tisztségeit fia II. Mladen örökölte. 1313-ban hozzájárult, hogy Zára visszatérjen a velencei uralom alá azzal a feltétellel, hogy nagyfokú önállóságot kap. Ezt követően teljes volt a béke Šubić Mladen, Pál és György, valamint a Velencei Köztársaság között.
1319-ben lázadás tört ki Mladen ellen Sebenico városában, a Šubić családhoz leghűségesebb városban. Ennek okai nem ismertek, de azt tudni lehet, hogy a polgárok közvetítést kértek Velencétől. A lázadást Mladen nagyon komolyan vette, mivel ez lehetőséget kínált Velence számára, hogy közvetlenül beavatkozzon Mladen ügyeibe, bár a lázadást már azelőtt leverték, hogy a velenceiek diplomáciailag felléphettek volna. Az élete elleni összeesküvés vádjával bebörtönözte a lázadó Ilija Kozát. Mladen bukása 1321/1322-ben Sebenico második felkelésével kezdődött, amelyhez hamarosan Trau is csatlakozott. Mladen először megtámadta és kifosztotta Sebenico környékét, majd magát a várost is ostrom alá vette. Megparancsolta, hogy Koza testvéreit vigyék a város elé, és szabad szemmel jól láthatóan végezzék ki őket. Ez a cselekmény azonban csak elmélyítette a konfliktust, és lázadásra késztette a horvát nemesség többi tagját, köztük öccsét, II. Pált, aki akkoriban Trau grófja volt. A városok lázadása támogatást kapott Velencétől, és 1322 márciusában Sebenico elfogadta a velencei uralmat, amely viszont flottát küldött, hogy megvédje a várost Mladen megtorlási kísérleteitől. II. Pál és Trau városa szövetséget kötött azzal a céllal, hogy leváltsák Mladent, és helyére Pált tegyék. Ennek ellenére Trau is elfogadta Velence fennhatóságát, kijelentve, hogy továbbra hűséges természetes urához I. Károlyhoz. Ez arra kényszerítette Mladent, hogy összehívja a horvát nemesség gyűlését, hogy támogatást szerezzen és enyhítse a feszültséget a dalmát városokkal. A próbálkozás nem járt sikerrel, mivel a gyűlés a többi nemes még nagyobb ellenállásával ért véget.
A konfliktus ürügyet adott Károly királynak, aki addigra megszüntette az oligarchák hatalmát Magyarországon, hogy visszaállítsa a királyi hatalmat Horvátországban is, mivel már régóta nézte rossz szemmel Mladen uralmát ezeken a területeken. A király Babonić János személyben új horvát bánt nevezett ki, majd vele együtt elindult, hogy megmérkőzzön Mladennel. Az első ütközet Sebenico környékén zajlott. Ebben Mladen csapatai vereséget szenvedtek, így dél felé kellett visszavonulnia. Trau, Sebenico és Velence seregei kifosztották Mladen székhelyét, Scardona városát. A második és egyben utolsó ütközet Bliznában, a Klisszai vár közelében zajlott. Mladen hadserege saját csapataiból, II. György bátyja csapataiból, valamint vlachokból és a Poljicai régió kisnemességéből állt. A szembenálló királyi sereget Babonić János vezette, kiegészülve a horvát nemesség seregével (köztük Šubić II. Pállal), valamint a traui és sebenicói katonasággal. A csata a bán vezette királyi sereg győzelmét eredményezte, és Mladen délebbre, Klissza várába kényszerítette.
A Klissza várába visszahúzódott Mladen hírt kapott a király Kninbe érkezéséről, ami arra késztette, hogy öccsét, II. Györgyöt követségbe küldje tárgyalási szándékkal. I. Károly nagyon szívélyesen fogadta Györgyöt, és azt kérte, hogy Mladen személyesen menjen hozzá Kninbe. A király korábbi ígéretei ellenére azonban Mladent megérkezésekor bebörtönöztette, és Magyarországra vitte, ahol ismeretlen körülmények között fogságban élt. II. Mladen veresége után a Šubić család nemcsak Boszniát veszítette el, hanem Horvátországban is örökre elvesztette korábbi befolyását. Ezután már egyetlen Šubić sem viselte a báni tisztséget. Így Pál reményei is szertefoszlottak, hogy Mladen bukása után őt követheti a báni tisztségben. Ez a terv kudarcot vallott, és a vezető pozíciót testvérére, II. Györgyre kellett hagynia. Ezután a család területei két részre szakadtak. Az egyik rész központja Osztrovica vára volt, amelynek élén II. Pál gróf állt, és amely Osztrovica mellett Bribirt is magában foglalta; a másik központ Klissza volt, amelynek élén II. György gróf állt, és amelyhez Scardona (Skradin) és Almissa (Omiš) is hozzá tartozott.
Pál teljesen kiszorult a közéletből, Osztrovica várában elszigetelten élt. Testvére, György azonban még mindig elég erős volt, hogy megvédje Klisszát, Scardonát és Omišt. A Šubićok bukását kihasználva egy másik horvát oligarcha a Nelipić család emelkedett fel, amelynek akkori feje II. Nelipac elfoglalta és székhelyévé tette Knin várát. Letörésükre 1324-ben a király Horvátországba küldte Mikcs bánt, akinek horvát szövetségesei élén II. György állt. A György vezette sereg azonban vereséget szenvedett a Nelipićek seregétől és maga György is fogságba esett. Bár onnan két évre rá kiszabadult, de a Trauval és Spalatóval kialakult konfliktusa miatt a végére Klissza vára mellett már csak egyetlen várost, Omišt tudta megtartani. György 1330 decemberében meghalt.
György halálával II. Pál került a családfő tisztségébe, aki egyben György gyermekeinek is gyámja volt. 1334-ben a kniniekkel került konfliktusba, akik 1329 óta velencei uralom alatt álltak. Ezt végül velencei közvetítéssel sikerült elsimítani. 1334 után politikája már csak György fiának, III. Mladennek a támogatására irányult, őt támogatta a más nemesek és főurak elleni harcokban. Osztrovicát mint különleges közigazgatási egységet sikerült megtartania. A feltörekvő Nelipićek azonban arra törekedtek, hogy minden horvát nemest uralmuk alá hajtsanak. Különösen a Šubićok álltak ennek a törekvésnek az útjában. 1336-ban ki is tört a konfliktus a két nemzetség között. A Šubićok oldalán II. Pál mellett V. Gergely, III. Mladen és III. Pál állt, míg Nelipacot unokaöccse Konstantin, Budislav Ugrinić, a Krka menti Rog várának ura segítette. A küzdelem végül úgy ért véget, hogy Nelipac elfoglalta Osztrovicát, és urának fiát, Konstantint tette meg. A felek Scardonai-öbölben Giacomello Dandolo velencei admirális hajóján Skradin püspöke, valamint Sebenico, Spalato és Trau városok képviselői jelenlétében kötötték meg békét.  A béke feltételei nem ismertek, de annyi bizonyos, hogy Nelipac visszaadta II. Pálnak Osztrovica várát.
Pál gróf ezután Károly Róbert kegyeiért folyamodott. 1338-ban levelet írt a királynak, melyben kegyeiért és segítségéért könyörgött. A király, akinek bizonyára rossz volt a lelkiismerete, amiért korábban hanyagul II. Mladennal, kedvezően fogadta a levelet, és megígérte, hogy hamarosan eljön Horvátországba és Dalmáciába, hogy igazságot tegyen. Pál látva, hogy a királytól egyhamar nem várhat segítséget, más választása nem lévén a velenceiekhez fordult. Szeme előtt csak a megmaradt birtokok megtartása lebegett, melyeket nemcsak a Nelipićektől és más horvát főuraktól, de a dalmát városoktól, sőt most már a királytól is meg kellett védenie. Pál és unokaöccse III. Mladin megígérték, hogyha segítséget kapnak a velenceiektől mindenkivel szemben, ők is segítik a velencei közösségeket mindenki ellen, még egykori királyukkal, Károly Róberttel szemben is. Amikor 1340-ben ismertté vált, hogy Károly Róbert Horvátországba és Dalmáciába készül a Šubićok felkészültek, hogy együtt elzárják a király útját Dalmáciába. Még váraikat is készek voltak átdani a velenceieknek, nehogy azok a király kezébe kerüljenek. Az útra azonban végül nem került sor és Károly Róbert 1342. július 16-án meghalt.
Amikor II. Nelipac 1344-ben meghalt, Lajos király a horvátországi királyi hatalom helyreállításáról döntött. Bánffy Miklós horvát bán parancsnoksága alatt azonnal sereget küldött Kninbe, ahol II. Nelipac özvegye, a Kurjaković családból származó Vladislava és kiskorú fiuk, Iván tartózkodott. Vladislava, aki túl gyenge volt ahhoz, hogy ellenálljon a királyi seregnek, és rövid ellenállás után 1345-ben úgy döntött, hogy kibékül a királlyal, akinek Knin mellett visszaadta Počitelj, Srb, Ostrogot és Unac várait. Cserébe a király megbocsátotta Vladislavának és Ivánnak korábbi hűtlenségét, Nelipić Iván ettől fogva haláláig a király hűségén maradt. Miután Lajos a Nelipićek ellenállását megtörte a Šubićok (Osztrovica, Bribir, Scardona, Klissza és Almissa) ellen vonult. A városok már javában fegyverkeztek, Lajos királynak azonban nem volt ínyére elhúzódó háborút folytatni, és augusztus 10-én Miklós bánt Kninben hátrahagyva visszavonult Bosznia irányába.
A Šubićok, akik eddig sértetlenek maradtak hamarosan új kihívás elé néztek, Zára ugyanis 1345-ben fellázadt a Velencei Köztársaság ellen, és behódolt Lajos királynak. Velence elhatározta, hogy megvédi dalmáciai érdekeit, ennek éredkében támogatást, illetve semlegességi nyilatkozatokat kért és kapott más dalmáciai városoktól (Nin, Raguza, Trau, Arrabo). Csapatokat gyűjtött, és 1345. augusztus 12-én váratlanul ostromolni kezdte a Zára városát és a környező várakat. Lajos elküldte Kotromanić Istvánt, hogy segítse Zára polgárait, de serege nem harcolt a velenceiek ellen. Egy névtelen minorita szerzetes által írt krónika szerint Velence megvesztegette a magyar parancsnokokat, Kotromanićot és Lendvai Miklóst, hogy ne avatkozzanak bele a csatába. Szeptember 12-én Šubić II. Pál és III. Mladen szövetséget kötött a velenceiekkel és csapatai támogatták az ostromlókat.
Közben Lajos testvérét, Andrást, Calabria hercegét 1345. szeptember 18-án Aversában meggyilkolták, ami marginalizálva a dalmát hadjáratot a nápolyi trónviszály elsőbbségét idézte elő. Lajos 1346 áprilisában hatalmas sereggel Dalmáciába vonult, hogy felmentse Zárát, de a fent említett krónika szerint a velenceiek ismét megvesztegették parancsnokait, Kotromanićot, Lackfit és Lendvait. Amikor július 1-jén a polgárok kitörtek és megtámadták az ostromlókat, a királyi seregnek nem sikerült beavatkoznia, és a velenceiek legyőzték a védőket a város falain kívül. Egy korabeli feljegyzés szerint Miklós bán Lajos király szeme láttára sebesült meg Zára előtt a velenceiek által ostromolt egyik erődnél. Lajos katonai támogatásának hiányában Zára 1346. december 21-én megadta magát a velenceieknek. Šubić II. Pál még a velenceiek győzelme előtt meghalt, mert augusztus 21-én már halottként említik. Osztrovicát kiskorú fiára, III. Györgyre hagyta, akinek fivérét, Gergelyt nevezte ki gyámjául. Pál fiának, III. Györgynek a leszármazottja a magyar történelemben is jelentős szerepet játszott Zrínyi család.